# Камаїха
Камаїха (рос. Камаиха) — селище в Дальнеконстантиновському районі Нижньогородської області Російської Федерації.
Населення становить 5 осіб. Входить до складу муніципального утворення Тепелевська сільрада.

## Історія
Від 2009 року входить до складу муніципального утворення Тепелевська сільрада.

## Населення
| 2002 | 2010 |
| ---- | ---- |
| 9    | ↘5   |